# سامی مورلس
سامی مورلس (انگلیسی: Sammie Moreels؛ زادهٔ ۲۷ نوامبر ۱۹۶۵) دوچرخه‌سوار اهل بلژیک است.